# درمان با پادتن مونوکلونال

هر آنتی‌بادی فقط به یک آنتی‌ژن خاص متصل می‌شود.

درمان با آنتی‌بادی مونوکلونال شکلی از ایمنی درمانی است که از آنتی‌بادی‌های مونوکلونال (MAB) برای اتصال تک گونه ای به برخی سلول یا پروتئینها استفاده می‌کند. هدف این است که این روش درمانی سیستم ایمنی بیمار را برای حمله به این سلولها تحریک کند. به‌طور جایگزین، در ایمنی درمانی رادیواکتیو یک دوز رادیواکتیو یک رده سلول هدف را محلی می‌کند و دوزهای شیمیایی کشنده را تحویل می‌دهد. اخیراً از آنتی‌بادی‌ها برای اتصال به مولکول‌های درگیر در تنظیم سلول تی به منظور از بین بردن مسیرهای مهاری که پاسخ سلول‌های T را مسدود می‌کنند استفاده شده‌است. این به عنوان درمان مهارکننده ایمنی شناخته می‌شود.
ایجاد یک mAb که مخصوص تقریباً هر هدف سطح خارج سلول / سلول باشد امکان‌پذیر است. تحقیقات و توسعه برای ایجاد آنتی‌بادی برای بیماری‌ها (مانند آرتریت روماتوئید، مولتیپل اسکلروزیس، بیماری آلزایمر، ابولا و انواع مختلف سرطان) در حال انجام است.